# Jacob Fabricius (Mediziner)

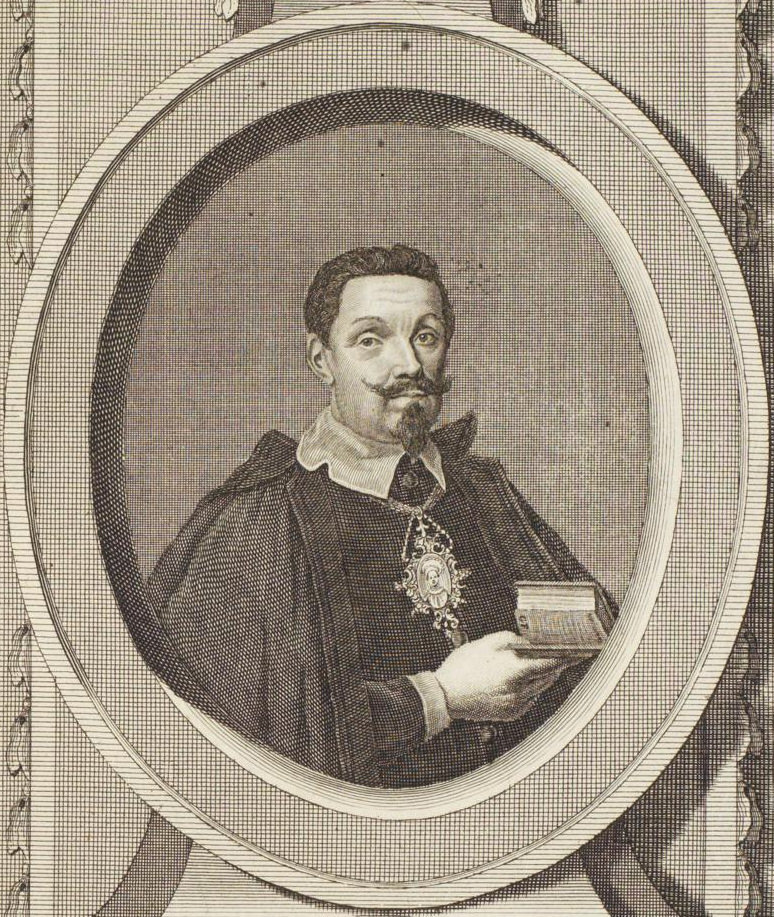
Jacob Fabricius

Jacob Fabricius, eigentlich Faber (* 28. August 1576 in Rostock; † 14. August 1652 in Kopenhagen) war ein deutscher Mediziner, Astronom und Dichter. Fabricius war zweifacher Rektor der Universität Rostock und Leibarzt des dänischen Königshauses.

## Leben
Jacob Fabricius war ein Sohn des Rostocker Bäckermeisters und Mitglied des Hundertmänner-Kollegiums Heinrich Schmidt und dessen Ehefrau Dorothea, geborene Wulf. Er besuchte die Große Stadtschule seiner Heimatstadt und war hier ein Schüler von Nathan Chyträus. Jacob Fabricius war ebenfalls Schüler von Lucas Lossius an der Schule in Lüneburg. 1595 begann er ein Studium an der Universität Rostock. Danach war er vier Jahre ein Schüler des Astronomen Tycho Brahe in seinem Observatorium Uraniborg auf der dänischen Insel Ven, bevor er eine Studienreise durch Holland und England unternahm. Anschließend war Fabricius Magister und Poeta laureatus in Leipzig.
1602 legte er sein Doktorexamen der Medizin an der Universität Jena ab und ging 1603 zurück nach Rostock, wo er sich als Arzt niederließ und tatkräftig bei der Bekämpfung der Pest half. Am 17. Januar 1607 wurde Fabricius von Herzogin Sophia zum Leibmedicus nach Schwerin berufen.
Am 10. Juni 1612 wurde Jacob Fabricius Professor der Medizin und höheren Mathematik an der Rostocker Universität. Er übernahm die Stelle von Wilhelm Lauremberg (1547–1612). 1632 und 1636 war er Rektor der Universität. Von 1637 bis zu seinem Tod 1652 war er Leibarzt der dänischen Könige Christian IV. und Friedrich III. in Kopenhagen. Seine Professur in Rostock blieb in dieser Zeit bestehen.
Fabricius war mit Margarethe Müller verheiratet. Ihre gemeinsame Tochter heiratete seinen Schüler Simon Pauli.

## Werke
- Periculum medicum seu juvenilium foeturae priores, 1600
- Uroscopia s. de urinis tractatus, 1605
- Nonnulla de medicinae et philosophiae conjunctione, 1620
- Exerc. de dysenteria, privatim et populatim grassante, 1627
- Institutio medici practicam aggredientis, 1639